# Nina Nesbitt
Nina Nesbitt (Edimburgo, Escocia, 11 de julio de 1994) es una cantante, compositora y música británica que se dio a conocer colgando en su cuenta de Youtube sus versiones de temas de otros artistas. Fue telonera de Ed Sheeran en su + Tour y además apareció en el vídeo musical de la canción "Drunk", del mismo artista.

## Vida personal
Nina nació el 11 de julio de 1994 en Edimburgo, Escocia, es hija de un padre escocés y una madre sueca. Desde pequeña escribía sus propias historias, las cuales plasmaba en canciones; terminó sus estudios en Balerno High School. Antes de rozar la fama Nesbitt subía sus covers a Youtube. La cantante toca la guitarra, el piano y la flauta. Los fanes de Nina son llamados Nesbians. Actualmente tiene diversos clubes de fanes alrededor del mundo pero los más destacados se encuentran en Francia, Italia, Filipinas, Chile, México, Argentina, Colombia y Perú.

## Carrera musical

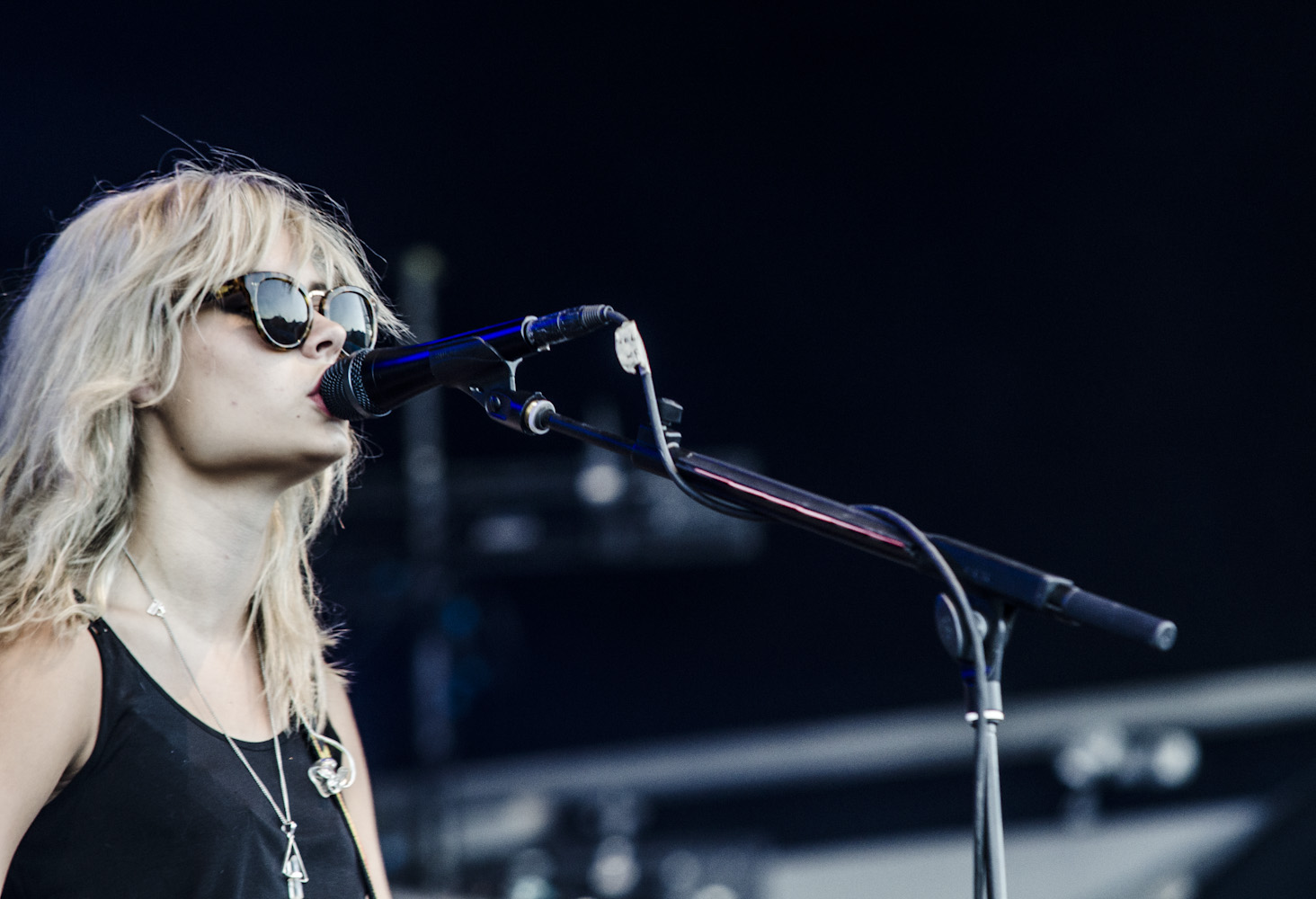
Nina Nesbitt en el Festival Internacional de Benicasim de 2014.

### Inicios
Conoció a Ed Sheeran en agosto de 2011 en el Radio gig de Edinburgh, ella le pidió algunos consejos para ser una cantante y compositora exitosa. Tras tocar la guitarra de Ed y cantar una de sus propias composiciones, Nina sorprendió al chico, quien no dudó en invitarla para que lo apoyara en su + Tour. Además hizo una aparición en su video "Drunk". Un tiempo después fue invitada por Example para que lo apoyara en su gira después de oír su cover de "Stay Awake".

### 2012-2013: Lanzamientos de EPs y primeras apariciones en conciertos
Para introducirse en el mundo de la música. Nina comenzó a lanzar sus primeros trabajos como EPs. El primero fue "Live Take". El segundo llamado "The Apple Tree", fue lanzado en abril del 2012 y tuvo una buena acogida comercial alcanzando el puesto #6 en el iTunes download chart y el #1 en el iTunes singer/songwriter chart. Gracias a la BBC Music Nina realizó su primer concierto, el BBC Introducing: T in the park"
En octubre de 2012 Nina se embarcó en su segundo concierto el "Boy UK Tour" para promocionar el que fue su primer sencillo y tercer EP, ambos titulados "Boy".
El 8 de abril de 2013 Nesbitt lanzó su cuarto EP, el cual tiene por nombre "Stay Out", su segundo sencillo, del mismo nombre fue su primera entrada en las listas británicas y escocesas, alcanzó el puesto #21 y #13 respectivamente.
Su próximo sencillo fue "Way In The World", lanzado como un EP el 21 de julio de 2013 y que alcanzó el #55 en Reino Unido. Después de eso Nina lanzó su próximo Sencillo titulado "Don't Stop" el cual es un cover de Fleetwood Mac para la campaña de la tienda John Lewis, este se posicionó en el #61 de las listas del Reino Unido.

### 2013-2015: Álbum debut
Ya teniendo una base de fanáticos más sólida, Nina lanzó al mercado internacional su álbum debut "Peroxide" el 17 de febrero de 2014. "Peroxide" fue precedido del primer sencillo de la campaña "Selfies", que fue estrenado el 9 de febrero de 2014. La canción alcanzó el #40 en Gran Bretaña. Peroxide alcanzó el puestoo #11 en UK y el puesto #1 en su país natal, Escocia.

### 2016-presente:Modern LoveEP y el segundo álbum
Nesbitt anunció el lanzamiento de su nuevo EP, Modern Love, con su "nuevo look radical".  También anunció tres fechas para su tour en Reino Unido, que tuvo lugar del 26 de enero al 28 de enero. Después de que es exclusivo mundo en la BBC Radio 1, su más reciente sencillo, "Chewing Gum", llegó a estar disponible para su descarga en Apple Music y Spotify , el 10 de enero.  Actualmente está trabajando en su segundo álbum, con canciones inéditas como "Trousers", "California Comedown","Sometimes", y " People In Love "se publican tanto en su totalidad y en los extractos en los medios sociales (Instagram, Tumblr, YouTube). El 27 de abril de Nesbitt se presentará en los Premios Young Scot en el Centro Internacional de Conferencias de Edimburgo.

## Discografía

### Álbumes de estudio
| Título                                                                | Detalles |
| --------------------------------------------------------------------- | --- |
| Peroxide                                                              | - Fecha de lanzamiento: 17 de febrero de 2014 - Discográfica: Universal Music Group - Formatos: Descarga digital, copias físicas   |
| The Sun Will Come Up, The Seasons Will Change                         | - Fecha de lanzamiento: 1 de febrero de 2019 - Discográfica: Cooking Vinyl Limited - Formatos: Descarga digital, copias físicas    |
| The Sun Will Come Up, The Seasons Will Change & The Flowers Will Fall | - Fecha de lanzamiento: 22 de noviembre de 2019 - Discográfica: Cooking Vinyl Limited - Formatos: Descarga digital, copias físicas |
| Älskar                                                                | - Fecha de lanzamiento: 2 de septiembre de 2022 - Discográfica: Cooking Vinyl Limited - Formatos: Descarga digital, copias físicas |
| Älskar Nights (Deluxe Version)                                        | - Fecha de lanzamiento: 11 de noviembre de 2022 - Discográfica: Cooking Vinyl Limited - Formatos: Descarga digital, copias físicas |
| TBA                                                                   | - Fecha de lanzamiento: TBA - Discográfica: Apple Tree Records - Formatos: Descarga digital, copias físicas                        |

### EPs
|     |                                                  |          |  |  |  |  |  |  |  |  |
| N.º | Título                                           | Duración |  |  |  |  |  |  |  |  |
| 1.  | «Glue» (Live)                                    | 2:17     |  |  |  |  |  |  |  |  |
| 2.  | «Noserings and Shoestrings» (Live)               | 3:36     |  |  |  |  |  |  |  |  |
| 3.  | «Skeletons» (Live)                               | 4:47     |  |  |  |  |  |  |  |  |
| 4.  | «Babylon» (Live BONUS TRACK: STADING IN ONE LEG) | 4:53     |  |  |  |  |  |  |  |  |

|     |                  |          |  |  |  |  |  |  |  |  |
| N.º | Título           | Duración |  |  |  |  |  |  |  |  |
| 1.  | «The Apple Tree» | 2:54     |  |  |  |  |  |  |  |  |
| 2.  | «Seesaw»         | 2:48     |  |  |  |  |  |  |  |  |
| 3.  | «Hold You»       | 5:06     |  |  |  |  |  |  |  |  |
| 4.  | «Only Love»      | 3:16     |  |  |  |  |  |  |  |  |
| 5.  | «Make Me Fall»   | 3:51     |  |  |  |  |  |  |  |  |

|     |                          |          |  |  |  |  |  |  |  |  |
| N.º | Título                   | Duración |  |  |  |  |  |  |  |  |
| 1.  | «Boy»                    | 3:36     |  |  |  |  |  |  |  |  |
| 2.  | «Jessica» (Demo)         | 4:38     |  |  |  |  |  |  |  |  |
| 3.  | «Boy» (Versión acústica) | 3:36     |  |  |  |  |  |  |  |  |
| 4.  | «Boy» (Hostage Remix)    | 3:49     |  |  |  |  |  |  |  |  |

|     |                       |          |  |  |  |  |  |  |  |  |
| N.º | Título                | Duración |  |  |  |  |  |  |  |  |
| 1.  | «Stay Out»            | 2:45     |  |  |  |  |  |  |  |  |
| 2.  | «Just Before Goodbye» | 3:11     |  |  |  |  |  |  |  |  |
| 3.  | «No Interest»         | 3:10     |  |  |  |  |  |  |  |  |
| 4.  | «Statues»             | 4:13     |  |  |  |  |  |  |  |  |

|     |                      |          |  |  |  |  |  |  |  |  |
| N.º | Título               | Duración |  |  |  |  |  |  |  |  |
| 1.  | «Way In The World»   | 3:06     |  |  |  |  |  |  |  |  |
| 2.  | «Brit Summer» (Demo) | 3:10     |  |  |  |  |  |  |  |  |
| 3.  | «Not Me»             | 3:24     |  |  |  |  |  |  |  |  |
| 4.  | «Spiders»            | 4:03     |  |  |  |  |  |  |  |  |

### Sencillos
| Año                                                        | Sencillo           | Máxima posición | Máxima posición | Máxima posición | Máxima posición | Máxima posición | Álbum                    |
| Año                                                        | Sencillo           | RU              | BEL (FL)        | BEL (WL)        | IR              | ESC             | Álbum                    |
| ---------------------------------------------------------- | ------------------ | --------------- | --------------- | --------------- | --------------- | --------------- | ------------------------ |
| 2012                                                       | "Boy"              | 139             | —               | —               | —               | —               | Boy - EP                 |
| 2013                                                       | "Stay Out"         | 21              | 26              | 39              | 77              | 13              | Stay Out - EP y Peroxide |
| 2013                                                       | "Way In The World" | 55              | 86              | 77              | —               | 28              | Way In The World - EP    |
| 2013                                                       | "Don't Stop"       | 61              | —               | —               | —               | —               | Peroxide                 |
| 2014                                                       | "Selfies"          | 40              | —               | —               | —               | 23              | Peroxide                 |
| "—" indica que no entró a las listas o no fue lanzado allí |                    |                 |                 |                 |                 |                 |                          |